# Río Plátano
El río Plátano tiene una longitud de 100 kilómetros y se encuentra localizado en el departamento de Gracias a Dios en Honduras. Corre a lo largo de la reserva de la biosfera de Río Plátano, la cual tiene una extensión de 5250 km². 
La reserva corresponde en un sentido amplio, con base a las categorías de zona de Holdridge, al bosque tropical húmedo y muy húmedo, albergando áreas marino-costeras importantes y una variedad de hábitats ricos en biodiversidad, que incluyen extensos manglares, asociación de bosques de pino y tique en sabana, humedales, lagunas, arrecifes de coral y cayos. Sin embargo, la mayor parte de río Plátano está cubierta por bosque lluvioso.

## Importancia
El río sirve de refugio y fuente de agua y alimentos para una gran diversidad de plantas y animales en la zona, así como también para más de 2000 indígenas de la zona. El  río Plátano tiene un tamaño mediano, el río Coco o Segovia tiene una longitud 7 veces superior (680 km), aun así el río Plátano alberga la mayor biodiversidad en el país. En sus bosques se encuentran árboles como la caoba, el laurel, la carapa y el pino u ocote. Se han identificado 586 especies de plantas, de las cuales 23 de estas se reportaron como nuevas en los registros de la flora hondureña.

## Zona en riesgo
En 1996 la zona fue declarada en peligro. Esta categoría fue retirada en 2007, pero debido a la deforestación, agricultura y talas ilegales en la zona fue incluida nuevamente en la lista de Patrimonio de la Humanidad en peligro en 2011. Actualmente hay tres proyectos de centrales hidroeléctricas en la zona.

## Población
La zona es habitada por cuatro grupos indígenas: Garífunas, Misquitos, Pech y Sumo (tawakas), quienes viven en la casa, pesca, recolección de frutas y plantas silvestres, y de la agricultura cultivando maíz, frijoles, yuca, etc.